# لاکاتو
لاکاتو (به لاتین: Lakato) یک منطقهٔ مسکونی در ماداگاسکار است که در مورامانگا واقع شده‌است. لاکاتو ۲۱٬۶۰۹ نفر جمعیت دارد و ۶۷۲ متر بالاتر از سطح دریا واقع شده‌است.